# 張惠菁
張惠菁（1971年3月8日—），是一名台灣作家。國立臺灣大學歷史學系畢業後，公費留學英國愛丁堡大學，攻讀歷史學碩士及博士。博士班二年級時放棄成為歷史學家的夢想，致力於文學創作。

## 故宮南院事件
根據臺灣《今周刊》雜誌536期的報導，張惠菁被指涉入臺灣故宮南院的6千萬元圖利案後遠走上海。臺灣故宮原訂編列預算聘用工程專案管理顧問公司，希望透過專案管理顧問協助故宮在約六十億元預算內，將故宮南院做到最佳品質。但在張惠菁擔任故宮機要秘書期間，該專案顧問費用從一億二千萬元增為一億七九九八萬八千元，臺灣檢調單位因此展開偵辦。
2009年5月19日，張惠菁入境台灣，因先前士林地檢署已於4月對她發出境管通知，於是在桃園機場被留置後，移送士林地檢署。檢察官以她涉圖利罪嫌重大，向法院聲押。
2011年9月1日，故宮南院案經由士林地方法院審理後，認定犯罪證據不足，判決張惠菁無罪。

## 得獎紀錄
- 中央日報文學獎（《蒙田筆記》）
- 聯合報文學獎（《惡寒》）
- 台北文學獎（《哭渦》）
- 時報文學獎（《蛾》）
- 中國文藝獎章

## 著作

### 短篇小說集
1. 《惡寒》，1999年10月，聯經出版
2. 《末日早晨》，2000年3月，大田出版

### 散文
1. 《流浪在海綿城市》，1998年10月，新新聞出版
2. 《閉上眼睛數到十》，2001年1月，大田出版
3. 《活得像一句廢話》，2001年6月，大田出版
4. 《告別》，2003年11月，洪範出版
5. 《你不相信的事》，2005年11月，大塊文化出版
6. 《給冥王星》，2008年2月，大塊文化出版
7. 《步行書》，2008年11月，遠流出版
8. 《一千年夜宴》，2009年7月，上海書店出版社出版
9. 《雙城通訊〔臺北〕》，2013年4月，聯合文學出版
10. 《雙城通訊〔上海〕》，2013年4月，聯合文學出版
11. 《比霧更深的地方》，2019年1月，木馬文化出版
12. 《與我平行的時間》，2025年2月，遠流出版

### 圖文書
1. 《未來11》（與與台灣插畫家紅膠囊合作），1999年11月，大田出版
2. 《月光下的快樂魔法書》（與與萬歲少女合作），2001年12月，方智出版
3. 《掌中乾隆》，2003年2月，國立故宮博物院出版

### 傳記
1. 《楊牧》，2002年10月，聯合文學出版

### 主編
1. 《詩戀Pi》，2001年12月，網路與書出版
2. 《九歌108年小說選》，2020年3月1日，九歌出版

## 外部連結
- 張惠菁，和《給冥王星》讀者交流部落格
- 張蕙菁部落格 （页面存档备份，存于）（內容更新至2007/4/7）
- 張蕙菁豆瓣小組 （页面存档备份，存于）
- 蘋果日報啟稟娘娘專欄 （页面存档备份，存于）（內容更新至2012/12/2）